# Lenie Gerrietsen
Helena Antonette (Lenie) Lens-Gerrietsen (Utrecht, 28 maart 1930  – aldaar, 22 juni 2024) was een Nederlands turnster, die haar vaderland vertegenwoordigde op de Olympische Zomerspelen van 1948 in Londen en die van 1952 in Helsinki. In 1948 deed ze mee aan het onderdeel meerkamp, waarin ze met het Nederlandse team als vijfde eindigde. Vier jaar later deed Gerrietsen zowel individueel als in teamverband mee: individueel eindigde ze als 64e, in teamverband eindigde het Nederlandse team als 14e.
Gerrietsen behoorde in de jaren 50 van de 20e eeuw tot de vaderlandse top in het turnen bij de vrouwen. Zo werd ze tussen 1953 en 1956 vijfmaal kampioen van Nederland.
Gerrietsen is erelid van de KNGU.
Gerrietsen overleed op 94-jarige leeftijd.

## Erelijst
- Nederlands kampioen: 1953, 1954, 1955, 1956 (tweemaal).